# Sharice Davids
Sharice Davids (ur. 22 maja 1980 r. we Frankfurcie nad Menem) – amerykańska prawniczka, zawodniczka MMA i polityk, należąca do Partii Demokratycznej, w 2018 roku wybrana do Izby Reprezentantów Stanów Zjednoczonych, wraz z Deb Haaland zostały pierwszymi rdzennymi Amerykankami wybranymi do Izby Reprezentantów.